# バギーチャンプ
バギーチャンプは、田宮模型（現・タミヤ）が生産していた1/10スケールの電動ラジコンバギー。発売は1979年11月。パッケージの英語表記は、「RACING BUGGY ROUGH RIDER」であり、日本国外では一般的に「ラフライダー（Rough Rider）」と呼ばれている。当時のキット価格は18,000円。

## 概要
メキシコで行われているバハ・レース用のバギーカーをベースモデルとした本格的レーシングバギーである。
メインシャーシにFRP製のプレートを使用し、前後のサスペンションは実車を模した構造をアルミダイキャストで再現していた。密閉式のギヤ＆モータケースもアルミダイキャスト製で、使用するネジも、一般的な十字穴のネジではなく、六角穴付ボルトを使用して強度をアップしていた。また、サスペンションには同社として初めて、四輪にオイル封入式のダンパーを備えて走行性能の向上を図った。
サーボモーター、受信機等のラジオコントロール装置類は、シャーシ上の特殊強化樹脂製、二分割式の「メカボックス」に納められ、防塵・防水性を確保していた。これは製品紹介コマーシャルでも波打ち際を水しぶきを上げながら走り抜けるなど存分にアピールされた。
上記のように、リアルさと強度・防水に注力した構成のため、現行2WDモデルの水準からは考えられないほど重く、全備重量は2,100g程もあった。そして、オイルダンパーも実車のスケールに合わせたため容量が小さく、オイルが流失しがちで減衰性能は充分とは言えなかった。また、ギアレシオもモーターピニオンギアとスパーギアを交換する事でハイ・ギア(Hi)、ロー・ギア(Lo)の2段階に変更することが可能であったが、Hi側6.5:1、Lo側9.3:1といささか低い設定であり、車重と相まってモーターの負担も大きく、最高速度は伸びず加速も悪く、俊敏な走行性能など望むべくもなかった。
そのような欠点を差し引いても、当時としては本格的なオフロードレースが出来る魅力的なモデルであり、国内外でヒットした。派生機種も発売されており、その中でもファイティングバギーはレース仕様として実戦的な改修を施したモデルである。

## メカニズム
- 全長400mm
- 全幅210mm
- 全高150mm
- ホイールベース250mm
- 全備重量 2,100g（コントロール装置、バッテリーを含む）
- シャシ：FRP製フラットパン構造
- フロントサスペンション：ねじりコイルばね付きダブルトレーリング独立懸架、オイルダンパー搭載
- リヤサスペンション：トーションバー付きスイングアーム独立懸架、オイルダンパー搭載
- フロントタイヤ／ホイール：中空ラバー、直線ブロックパターン／3ピース組み立て式ホイール
- リアタイヤ／ホイール：中空ラバー、ブロックパターン／3ピース組み立て式ホイール
- 駆動方式：2WD、後輪駆動
- モーター：付属マブチ製RS-540Sをアルミ製ミッションブロック最後部に搭載
- ギアレシオ：Hi/Lo2段選択式、Hi6.5:1/Lo9.3:1
- デファレンシャルギア：無し、常時直結、デフロック状態
- 搭載バッテリー（別売り）：タミヤカドニカ7.2V（通称ラクダ型）、6Vも使用可、搭載方向：横置き
- ボディ：強化樹脂製、前部をピアノ線クリップ、後部は板バネによるキャッチ固定式
- 乾燥重量（コントロール装置、バッテリー除外時）：約1,600g
- アンテナ：ピアノ線（スチール）1本
- 販売価格：18,000円（当時）

## オプション
- 標準装備のモーターはマブチモーター製「RS-540S」であるが、オプションとして田宮模型が当時発売していた「RS-540SDブラックモーター」を搭載することで、さらなる性能向上も可能だった。（実際にはそのままでは搭載できず、ギアケースを加工する必要があった。ブラックモーターはカンナムローラの標準モーターとして1980年に登場）

- ディファレンシャル・ギア（デフギア）は設けられておらず、常時デフロック状態が標準状態であった。このため、後輪のみを駆動する方式にもかかわらず、抜群の悪路走破性を誇っていた。しかし、レースをする場合はアンダーステアの原因となるため、サードパーティーからデフギヤが発売されていた。尚、純正オプションとして復刻版に対応したボールデフが発売されている。

## 派生機種
- ワーゲンオフローダー
- フォード・レンジャー
- ファイティングバギー

## タムテックギアとしての復活
2007年6月、バギーチャンプはタムテックギアシリーズ７番目の車種として復活した。約1/16サイズと小型化したものの、キャッチコピーの「帰ってきた名車」に恥じないダブルトレーリングのフロントサスなどオリジナルの迫力を再現している。しかし、オリジナルの1/10サイズを知っている者には、小さなミニチュアに見えて迫力不足であった。

## 再発売
ホーネットを鏑矢とするタミヤの攻勢の中、ついに2009年7月、本モデルが再発売された。
価格は2倍近くに上昇して35,700円となったが、ブリスターパックなど当時そのままを再現した梱包、重厚な金属製パーツや防水機構などはそのままに、フロントステアリングナックルのボールサイズの大型化、オイルダンパーの改良、ボールベアリングの装備、ESC対応、専用バッテリーの販売（これにこだわらず、いわゆる市販の「バラセル」を旧ラクダパック型に組むことで使用も可能）など、現在のモードに合わせたアップデートがなされている。
なお、初回生産分には特典としてオリジナルTシャツが付属。